# Dodi Lukebakio
Dodi Lukebakio Ngandoli (ur. 24 września 1997 w Asse) – belgijsko–kongijski piłkarz, występujący na pozycji napastnika w hiszpańskim klubie Sevilla oraz w reprezentacji Belgii. Wychowanek Anderlechtu, w trakcie swojej kariery grał także w takich zespołach, jak Toulouse, Royal Charleroi, Watford, Fortuna Düsseldorf, VfL Wolfsburg oraz Hertha BSC. Jednokrotny reprezentant Demokratycznej Republiki Konga.

## Statystyki

### Klubowe
(aktualne na dzień 23 sierpnia 2024)
| Klub                      | Sezon              | Liga               | Liga  | Liga   | Puchar Kraju | Puchar Kraju | Europa | Europa | Inne  | Inne   | Suma  | Suma   |
| Klub                      | Sezon              | Liga               | Mecze | Bramki | Mecze        | Bramki       | Mecze  | Bramki | Mecze | Bramki | Mecze | Bramki |
| ------------------------- | ------------------ | ------------------ | ----- | ------ | ------------ | ------------ | ------ | ------ | ----- | ------ | ----- | ------ |
| Anderlecht                | 2015/16            | Belgian Pro League | 17    | 1      | 0            | 0            | 1      | 0      | —     | —      | 18    | 1      |
| Toulouse (wyp.)           | 2016/17            | Ligue 1            | 5     | 0      | 1            | 0            | —      | —      | —     | —      | 6     | 0      |
| Toulouse II               | 2016/17            | CFA 2              | 6     | 3      | —            | —            | —      | —      | —     | —      | 6     | 3      |
| Charleroi (wyp.)          | 2017/18            | Belgian Pro League | 19    | 3      | 1            | 0            | —      | —      | —     | —      | 20    | 3      |
| Watford                   | 2017/18            | Premier League     | 1     | 0      | —            | —            | —      | —      | —     | —      | 1     | 0      |
| Fortuna Düsseldorf (wyp.) | 2018/19            | Bundesliga         | 31    | 10     | 3            | 4            | —      | —      | —     | —      | 34    | 14     |
| Hertha                    | 2019/20            | Bundesliga         | 30    | 7      | 3            | 1            | —      | —      | —     | —      | 33    | 8      |
| Hertha                    | 2020/21            | Bundesliga         | 29    | 5      | 1            | 2            | —      | —      | —     | —      | 30    | 7      |
| Hertha                    | 2021/22            | Bundesliga         | 3     | 1      | 1            | 0            | —      | —      | —     | —      | 4     | 1      |
| Hertha                    | 2022/23            | Bundesliga         | 32    | 11     | 1            | 1            | —      | —      | —     | —      | 33    | 12     |
| Hertha                    | Ogólnie            | Ogólnie            | 51    | 2      | 6            | 4            | 0      | 0      | 0     | 0      | 100   | 28     |
| Wolfsburg (wyp.)          | 2021/22            | Bundesliga         | 19    | 1      | —            | —            | 6      | 0      | —     | —      | 25    | 1      |
| Sevilla                   | 2023/24            | Primera Division   | 23    | 5      | 0            | 0            | 4      | 0      | –     | –      | 27    | 5      |
| Sevilla                   | 2024/25            | Primera Division   | 2     | 1      | 0            | 0            | 0      | 0      | –     | –      | 2     | 1      |
| Sevilla                   | Ogólnie            | Ogólnie            | 25    | 6      | 0            | 0            | 4      | 0      | 0     | 0      | 29    | 6      |
| Ogólnie w karierze        | Ogólnie w karierze | Ogólnie w karierze | 217   | 48     | 11           | 8            | 11     | 0      | 0     | 0      | 238   | 57     |

### Reprezentacyjne
(aktualne na dzień 1 lipca 2024)
| Reprezentacja | Rok     | Występy | Gole |
| ------------- | ------- | ------- | ---- |
| Belgia        | 2020    | 1       | 0    |
| Belgia        | 2021    | 3       | 0    |
| Belgia        | 2022    | 1       | 0    |
| Belgia        | 2023    | 7       | 2    |
| Belgia        | 2024    | 12      | 0    |
| Belgia        | 2025    | 2       | 0    |
| Ogólnie       | Ogólnie | 26      | 2    |